# Чучелов Олександр Дмитрович
Чучелов Олександр Дмитрович (26 квітня 1933 — 1 січня 2017) — естонський яхтсмен.
Представляв «Калев» (Таллінн). 1963 року за видатні досягнення отримав значок почесного члена спортивного товариства «Калев».
Срібний призер Олімпійських Ігор 1960 року в класі Фінн.